# AFRA
AFRA (AFRA International Center for Black Women’s Perspectives) ist eine Non-Profit-Organisation von Frauen schwarzafrikanischer Herkunft mit Sitz in Wien, Österreich. Ausgangspunkt der Arbeit des Vereines ist einerseits die Reflexion von Bedürfnissen schwarzer Frauen und Kinder und die Erarbeitung von individuellen Lösungen, andererseits Vernetzung und Lobbying auf nationaler und internationaler Ebene sowie Öffentlichkeitsarbeit zur gesellschaftspolitischen Positionierung von schwarzen Frauen und deren Anliegen.

## Geschichte

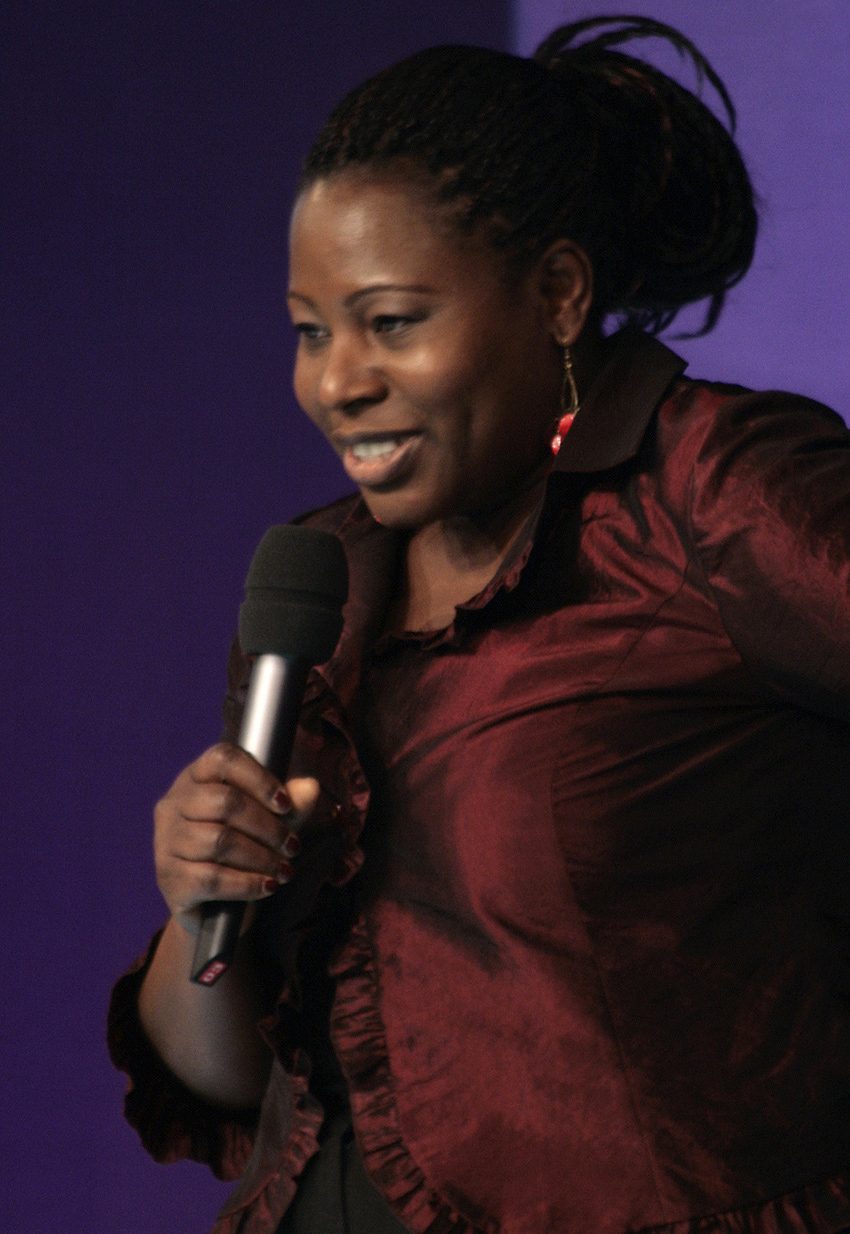
Beatrice Achaleke (2009)

Die Organisation wurde 2006 von der aus Kamerun stammenden Beatrice Achaleke gegründet, die heute geschäftsführende Obfrau des Vereines ist. Sie setzt sich seit Jahren für die Gleichstellung von Migranten, insbesondere von schwarzen Frauen, in Österreich ein und schuf bereits 2003 unter dem Eindruck des gewaltsamen Todes Seibane Wagues die „schwarze Frauen Community“, deren Ziel eine Verbesserung der Integration der Frauen in Österreich war.
Die Aktivitäten zur Gleichstellung schwarzer Frauen im Rahmen der Vereinstätigkeit begannen im Juni 2007. Im zweiten Halbjahr 2007 wurden aufgrund der Öffentlichkeitsarbeit zahlreiche betroffene Frauen auf AFRA aufmerksam und fanden darin eine Plattform, um sich über verschiedene Anliegen zu informieren und auszutauschen.
Die aktiven Mitglieder sind Frauen mit langjähriger Erfahrung in der Arbeit in Bereichen wie Migration, Antirassismus und Interkulturelle Kommunikation, sowie der Konzeption und Durchführung von EU-Projekten und beruflicher Vernetzung. Die Arbeitssprachen sind Deutsch, Französisch, Englisch, Swahili, Pidgin-Englisch und viele andere afrikanische Sprachen.

## Ziele und Tätigkeit
Das Leitbild basiert auf „Selbstrepräsentation, Selbstempowerment, Selbstbewusstsein, Selbstbestimmtheit, Entwicklung von Führungskompetenzen und Partizipation. AFRA ist überzeugt, dass Diversität eine unverzichtbare Bereicherung für jede Gesellschaft ist“.
Davon ausgehend, dass schwarze Frauen und Kinder eine Minderheit bilden, die mehrfacher Diskriminierung im täglichen Leben ausgesetzt ist, konzentriert sich die Vereinsarbeit auf: 
- Die Gezielte Weiterbildung zur Förderung der Unabhängigkeit und Selbstverwirklichung schwarzer Frauen und Kinder.
- Entwicklung und Stärkung sozialer Kompetenzen durch formelle und informelle Netzwerke.
- Entwicklung und Vermittlung von Fertigkeiten zur Bekämpfung von Rassismus, sexueller Belästigung und Sexismen, sowie allen Formen von Diskriminierung im Alltag.
- Veranstaltung von Symposien, Konferenzen, Workshops etc. zur Sensibilisierung der Öffentlichkeit auf Themen, die schwarze Menschen betreffen.
- Orientierung und Beratung schwarzer Frauen und Kinder in den Bereichen Gesundheit, Schule, Politik, Beruf u. a.

### Kooperationen
Neben seinen Hauptaktivitäten betreibt der Verein auch Kooperationen mit anderen Organisationen.

#### Kommunikationskampagne „Black Austria“
Das ab 2004 entwickelte Konzept von „Black Austria“ wurde ab 2006 zusammen mit dem Verein M-Media umgesetzt. Ende Dezember 2006 bis Anfang Januar 2007 wurde eine Anzeigen- und Plakatkampagne zum Abbau der Vorurteile gegen schwarze in Österreich lebende Menschen realisiert.

#### Black European Women’s Congress 2007
Initiiert von AFRA International Center for Black Women’s Perspectives und in Co-Organisation mit Tye International (NL), fand in Wien vom 27. bis 29. September 2007 der erste „Black European Women’s Congress“ statt. Der Kongress stellte einen Beitrag zum „Europäischen Jahr für Chancengleichheit für Alle“ dar und diente vor allem als Diskussions- und Austauschforum für schwarze Frauen aus den EU-Ländern. Während des zweitägigen Kongresses hatten die Teilnehmerinnen die Möglichkeit, sich durch Impulsreferate, Workshops und Diskussionsrunden untereinander auszutauschen, EU-Themen mit Bezug auf „Chancengleichheit für Alle“ aus der Sicht schwarzer Frauen zu diskutieren bzw. sich zu informieren.
Schwarze Frauen stellen in Österreich eine ethnische Minderheit dar, die im Alltag zum Teil auf mehrfache Diskriminierung und soziale Ausgrenzung stößt. Sehr oft werden schwarze Frauen in Europe mit „fremden“ Definitionen konfrontiert, mit Fremdbezeichnungen wie z. B. „Ausländerinnen“, „Farbige“, „Schwarzafrikanerinnen“ etc. Die Arbeitsgruppe „Identität und (Self)-Empowerment“ diskutierte die Auswirkungen solcher Bezeichnungen aus der Perspektive schwarzer Frauen mit dem Ziel, sich selbst in einem gesamteuropäischen Kontext, im Sinne eines politischen Empowerments zu definieren und zu positionieren.
Anschließend an die Diskussionen und Workshops wurden Strategien zur Gleichstellung schwarzer Frauen und zur Positionierung ihrer Anliegen in der gesamteuropäischen Politlandschaft ausgearbeitet. So wurde man sich über die Notwendigkeit regionaler Zusammenarbeit, Vernetzung und gemeinsamen Lobbyings auf europäischer Ebene einig. Abschließend verfassten die rund 100 Teilnehmerinnen aus 16 EU-Mitgliedstaaten, der Schweiz und den USA die „Wiener Deklaration (Vienna Declaration)“ mit konkreten Forderungen zu den fünf Kongressthemen an EU-Mitgliedstaaten und -Institutionen. Darin enthalten ist unter anderem die Forderung nach der Anwendung und Durchsetzung des Artikels 13 des Vertrages von Amsterdam, um alle Formen der Diskriminierung innerhalb der EU-Mitgliedstaaten gänzlich auszulöschen.
Um die Bereitschaft zum Dialog mit den genannten Einrichtungen zu signalisieren, wurde das Black European Women’s Network (BEWNET) gegründet, das im Rahmen des EU-Jahres für interkulturellen Dialog 2008 gestartet werden sollte.

### MIMPOL
2008 wurde das Projekt Migrantinnen machen Politik (MIMPOL) geschaffen, mit dem die politische Partizipation von Immigrantinnen vorerst in Wien, später in ganz Österreich verbessert werden sollte.
MIMPOL soll als überparteiliche, interkulturelle Kommunikationsplattform zwischen Immigrantinnen und Politikerinnen in Österreich dienen und den interkulturellen Dialog zwischen Immigrantinnen und Politikern fördern, indem Politikerinnen (Mentorinnen) Immigrantinnen (Mentees) beratend durch die österreichische politische Landschaft begleiten und dabei Immigrantinnen und ihre Bedürfnisse, aber auch Chancen und Potentiale kennenlernen. Damit sollten interkulturelle Begegnungen ermöglicht und soziale sowie politische Kompetenzen gestärkt, Nachwuchspolitikerinnen unterstützt und politische Vorbilder aus Immigrantinnen-Communities geschaffen werden.

### Zielgruppen-Programme
Der Verein bietet auf Zielgruppen abgestimmte Programme, wie das ein Gesundheitsforum, ein Sprachzentrum, das Youth’s Leadership Forum, Stipendien, Diversity Trainings, ein Persönlichkeitsentwicklungsforum und ein Intercontinental Catering Service.

## Auszeichnungen
- SozialMarie 2007 für die Anzeigen- und Plakatkampagne „Black Austria“[3]
- MiA-Award 2008 im Bereich humanitäres und gesellschaftliches Engagement für Beatrice Achaleke[4]